# Ruta Turística Cultural del Tabaco

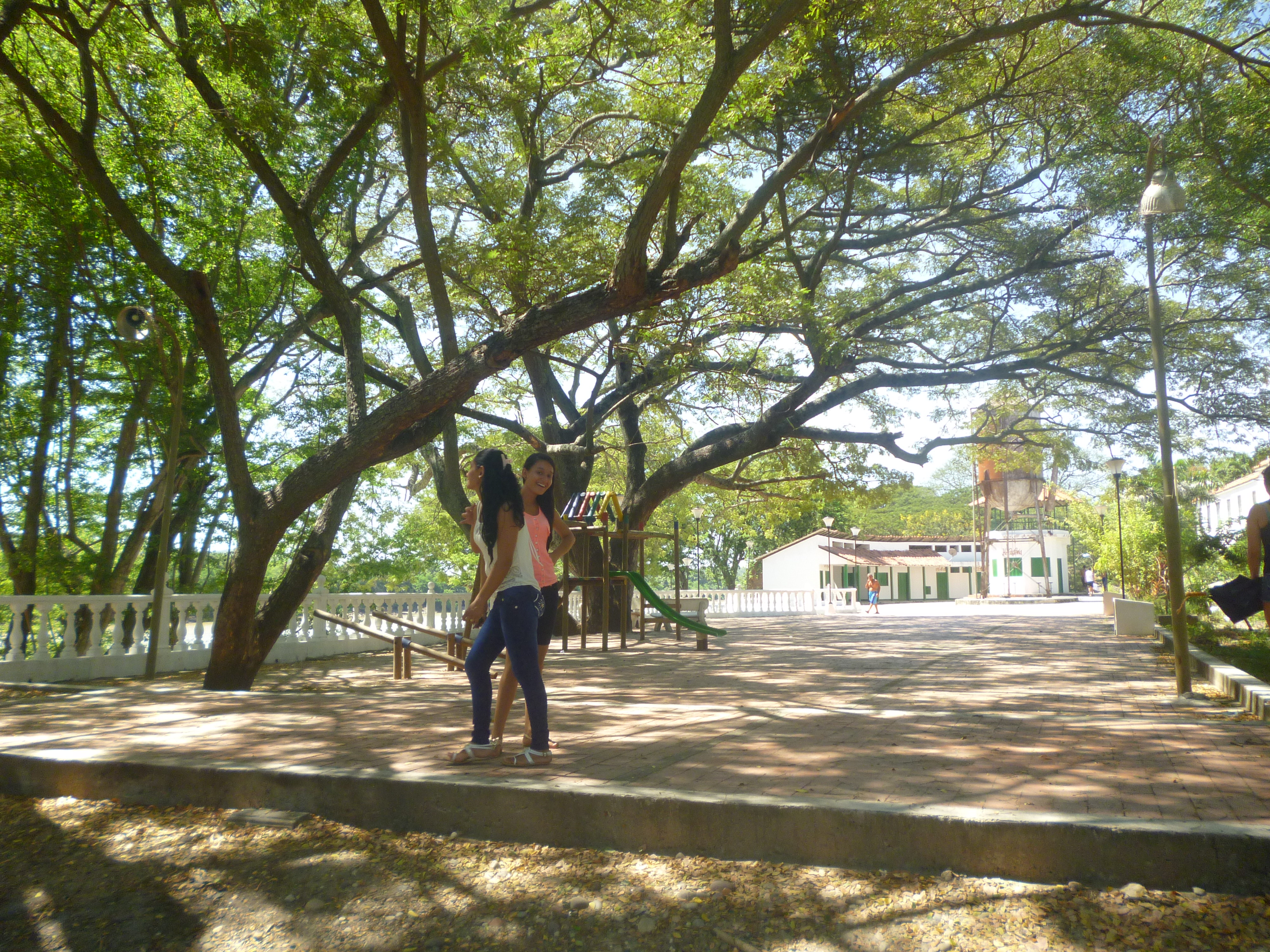
Ambalema (Monumento Histórico Nacional).

La Ruta Turística Cultural del Tabaco es una ruta turística colombiana que recorre las poblaciones del norte del Tolima (Colombia). Esta integra la bella arquitectura de Honda, un puerto colonial a través del cual pasaron pianos, bibliotecas enteras y grandes obras de arte, en fin toda la cultura y todas las importaciones que llegaron a Bogotá hasta finales del siglo XIX. La siguiente parada es Mariquita, pueblo que llegó a ser la sede del  sabio Mutis en la expedición botánica. Esta ruta también incluye a Armero, que con su Centro de Interpretación de la Memoria y la Tragedia de Armero (CIMTA), reconstruye la memoria de la población arrasada por el lodo en 1985 y ayuda a la prevención de desastres. Finalmente, la ruta conduce a Ambalema, pequeña población que fue la mayor productora de tabaco del país en el siglo XIX.
Esta iniciativa es desarrollada por la Fundación Armando Armero, para promover el turismo en la  región del norte del Tolima, que no se ha podido recuperar de la tragedia de Armero.